# Gretty Villena Chavez
Gretty Katherina Villena Chávez (Lima, 1966) es una bióloga peruana especialista en genómica y  biotecnología industrial, basada en bioeconomía. Es profesora principal de su alma mater, la Universidad Nacional Agraria La Molina (UNALM) y Directoria del Grupo de Investigación en Micología y Biotecnología y del Primer Centro Nacional de Depósito de Cepas de Hongos en el Perú.   Su investigación se centra en el desarrollo de materiales y tecnologías que contribuyan al cuidado del ambiente y desarrollo de la industria textil y médica. En 2012 recibió el Premio Nacional “Por las Mujeres en la Ciencia de L’Oréal y ese mismo año fue incorporada como miembro Titular de la Academia Peruana de Ciencias (ANC) del Perú. En el 2021 fue elegida miembro del Consejo Directivo de la ANC.

## Biografía

### Primeros años y educación
Gretty Villena nació en Lima. Obtuvo el grado de bachiller en ciencias con mención en biología y el de magíster en Ciencias con especialidad en Tecnología de Alimentos en la Universidad Nacional Agraria La Molina y, en el 2007, se convirtió en la primera graduada del Programa Doctoral en Ciencias e Ingeniería Biológicas (PDCIB) de la misma universidad. En 2010 realizó una estancia de investigación en Proteómica y Genómica Funcional en el Instituto de Investigación Genética y Biotecnología de la Universidad de Shizuoka, Japón. 

### Trayectoria profesional
Desde 1998, es profesora principal del Departamento de Biología de la Facultad de Ciencias en la Universidad Nacional Agraria La Molina, donde ha ejercido como Coordinadora del Programa Doctoral en Ciencias e Ingeniería Biológicas. Actualmente es Directora del Laboratorio de Micología y Biotecnología “Marcel Gutiérrez Correa (LMB),  el cual, bajo su dirección ha sido autorizado por el Servicio Nacional Forestal y de Fauna Silvestre (SERFOR) como el "Primer Centro Nacional de Depósito de Cepas de Hongos en el Perú" por su dedicación a la conservación y estudio de cepas de hongos, permitiendo su preservación y acceso para investigación científica.
Su investigación se especializa en la biotecnología agroindustrial, con énfasis en la producción de enzimas y etanol incluyendo estudios de análisis microestructurales, diseño de reactores, modelamiento matemático y uso de técnicas ómicas.
Es miembro de la Asociación Peruana para el Desarrollo de la Biotecnología, miembro fundador, miembro titular y exvicepresidenta de la Sociedad Peruana de Bioquímica y Biología Molécular (SPBBM). En el 2012 fue incorporada como Miembro Titular de la Academia Nacional de Ciencias del Perú y en el 2021 fue elegida miembro de Consejo Directivo para el periodo 2021-2024, posteriormente reelegida por 3 años adicionales.

## Proyectos de investigación
Una de sus principales áreas de investigación se centra en el desarrollo de plástico biodegradable. En ese sentido ha investigado la expresión de los genes responsables de la producción de biopelículas del hongo Aspergillus niger que tiene como fin el diseño de procesos de producción de enzimas con énfasis en amilasas. Ha usado hongos para degradar la lignocelulosa de los desechos de la industria maderera y así obtener  nanocristales de celulosa para usarlos en la producción de bioplásticos.
Previamente, identificó los genes que codifican enzimas capaces de degradar materiales lignocelulósicos. Este proceso permite aprovechar residuos agrícolas y forestales para producir etanol, una fuente de energía renovable.
Ha estudiado también hongos de la selva con potencial para producir enzimas, antibióticos y otras sustancias de importancia económica que contribuyan al desarrollo industrial del país. Asimismo, ha optimizado bioprocesos de producción de celulasas neutroalcalinas requeridas en el sector textil y ha desarrollado herramientas genómicas para evaluar la inocuidad de cepas microbianas de uso industrial.
Otro de sus proyectos es el Fortalecimiento de un Centro de extensionismo tecnológico CET LMB – UNALM de apoyo a la innovación agroindustrial y alimentaria mediante plataformas biotecnológicas para el cual ha ganado fondos concursables del estado peruano.

## Premios y reconocimientos
- Ha sido distinguida con el Premio Nacional “Por las Mujeres en la Ciencia 2012” de L´Oréal - Unesco - Concytec.[9][10][12][15][37][38][39]
- En el 2012 fue incorporada como Miembro Titular de la Academia Nacional de Ciencias del Perú.[16]